# Bambini
Pour les articles homonymes, voir Bambini (homonymie).
Bambini est un roman de Bertrand Visage publié le 12 octobre 1994 aux éditions du Seuil.